# Hellesylt
Hellesylt is een dorp dat deel uitmaakt van de gemeente Stranda in de Noorse provincie Møre og Romsdal in Noorwegen. Het heeft een bevolkingsaantal van om en bij de 600. Hellesylt ligt aan de Sunnylvsfjord. Bij de haven is een waterval. Er is een veerverbinding over het Geirangerfjord met Geiranger.
Het voortbestaan van Hellesylt is onder de constante bedreiging van de berg Åkerneset, waarvan verwacht wordt dat deze in de fjord zal eroderen. Dit zou een vloedgolf veroorzaken die het grootste deel van het dorp zou vernietigen.

## Galerij

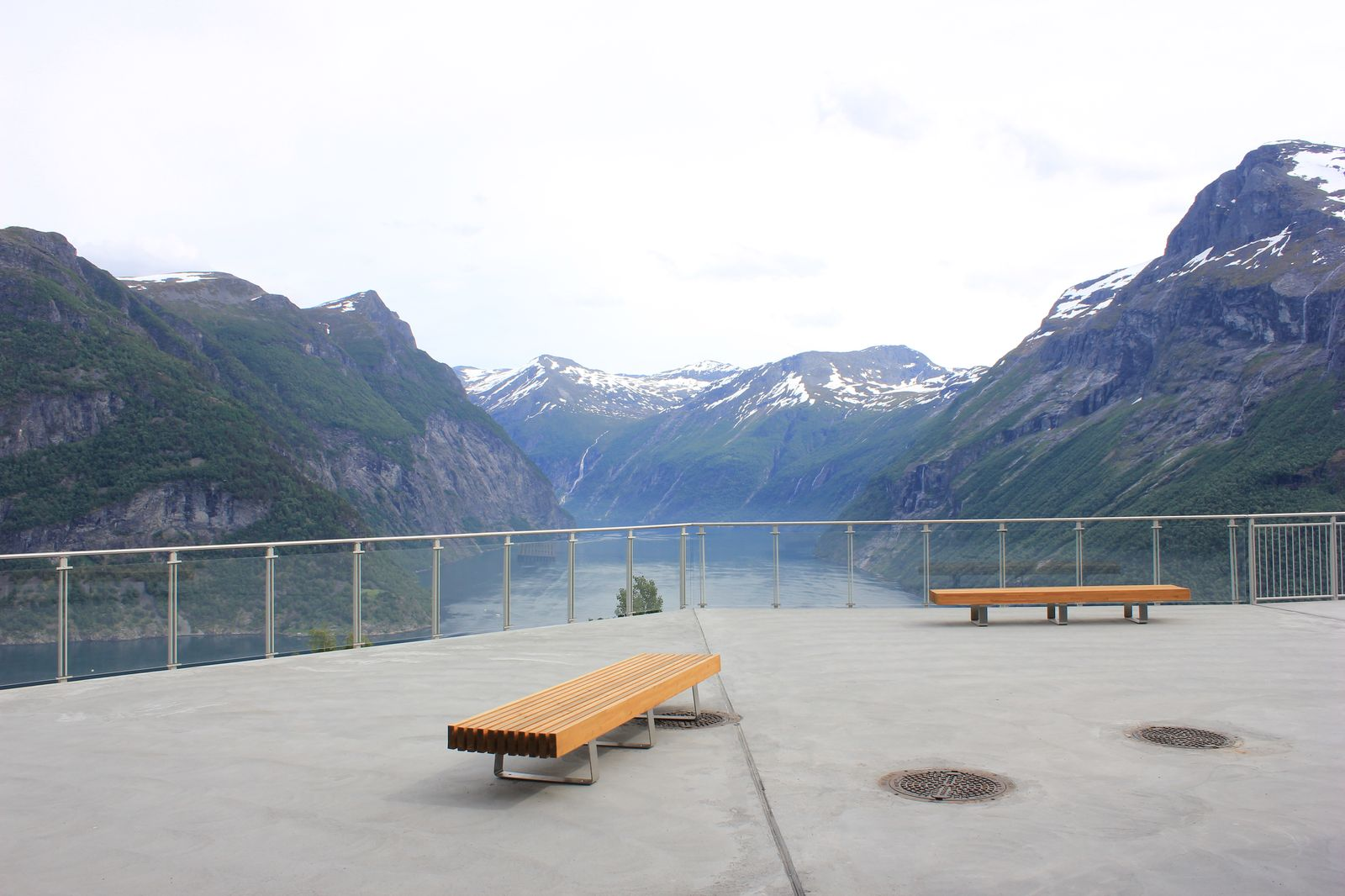
Uitzichtpunt "Ljøen utsiktspunkt" over de Geirangerfjord
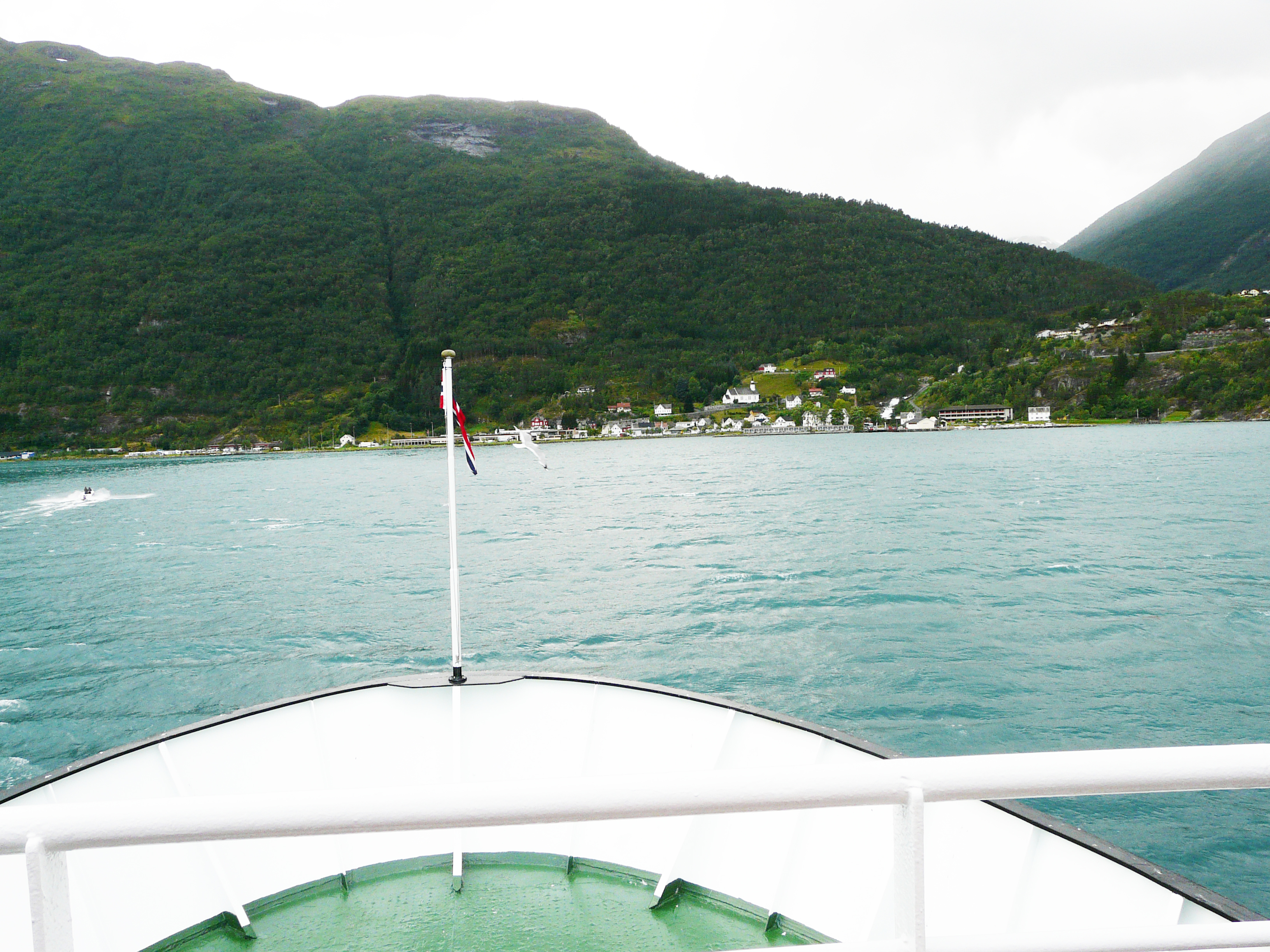
Hellesylt
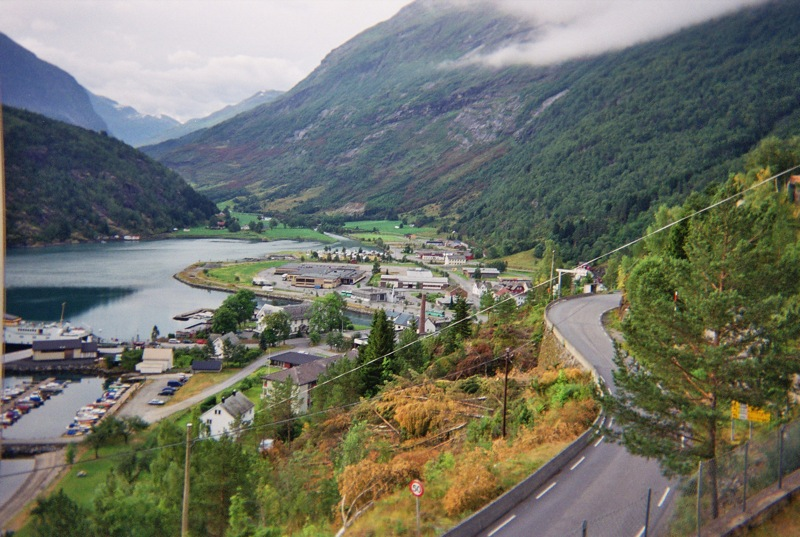
Hellesylt